# Ngwapa
Ngwapa è un villaggio del Botswana situato nel distretto Centrale, sottodistretto di Mahalapye. Il villaggio, secondo il censimento del 2011, conta 487 abitanti.

## Località
Nel territorio del villaggio sono presenti le seguenti 2 località:
- Boithwa di 5 abitanti,
- Ngwapa Lands 1 di 11 abitanti